# Arancón
Arancón község a spanyolországi Kasztília és León autonóm közösségben, Soria tartományban.
A Chavalindo és a Cañuelo vagy Trascastillejos folyók haladnak át területén. A municípiumot a következő települések alkotják: Arancón, Omeñaca, Tozalmoro, Cortos, Calderuela és Nieva de Calderuela.
Lakossága a 2005-ös népszámlálás adatai alapján 108 fő, területe pedig 77,61 km².

## Látnivalói
- Iglesia de la Asunción: eredetileg romanikus stílusú templom, ami a 18. században erőteljes átalakításokon ment keresztül.
- Szent Bertalan-szentély romjai (Ruinas de la ermita de San Bartolomé).[2]

## Népesség
A település lakosságának változását az alábbi diagram mutatja:
| Lakosok száma | 116  | 109  | 102  | 99   | 95   | 92   | 90   | 88   | 82   | 76   |
|               | 2001 | 2004 | 2007 | 2009 | 2012 | 2014 | 2017 | 2019 | 2022 | 2024 |